# Gabriel Esparza
Gabriel Esparza Pérez (* 31. März 1973 in Pamplona) ist ein ehemaliger spanischer Taekwondoin. Er startete in der Gewichtsklasse bis 58 Kilogramm.

## Karriere
Esparza gab 1991 sein internationales Debüt. Im selben Jahr erreichte er bei der Weltmeisterschaft sogleich den dritten Platz, im Halbfinale unterlag er József Salim. 1992 wurde er in der Gewichtsklasse bis 54 Kilogramm erstmals Europameister. Diesen Titel verteidigte er, dann in der Gewichtsklasse bis 58 Kilogramm, sowohl 1994 als auch 1996. 1998 erreichte er nochmals das Finale. Weitere Erfolge waren der Gewinn der World Games 1993 sowie der Finaleinzug bei der Weltmeisterschaft 1995 in Manila. Sein letztes internationales Turnier bestritt er bei den Olympischen Spielen 2000 in Sydney. Ihm gelang auch hier der Einzug ins Finale, musste sich dort aber Michail Mouroutsos mit 2:4 geschlagen geben.